# Revelation 666 – The Curse of Damnation
Revelation 666 – The Curse of Damnation (v překladu Zjevení 666 – prokletí zatracení) je čtvrté studiové album norské black metalové skupiny Old Man's Child z roku 2000. Bylo nahráno ve studiu Abyss švédského hudebníka a producenta Petera Tägtgrena.

## Seznam skladeb
1. "Phantoms of Mortem Tales" – 5:35
2. "Hominis Nocturna" – 5:22
3. "In Black Endless Void" – 4:27
4. "Unholy Vivid Innocence" – 5:06
5. "Passage to Pandemonium" – 4:13
6. "Obscure Divine Manifestation" – 4:20
7. "World Expiration" – 6:06
8. "Into Silence Embrace" – 5:02

## Sestava
- Galder – vokály, kytary, syntezátor
- Jardar – kytara
- Tjodalv – bicí (skladby 2, 3, 5, 7)
- Grimar – bicí (skladby 1, 4, 6, 8)
- Memnoch – baskytara